# AG2R La Mondiale/2008
Deze pagina geeft een overzicht van de wielerploeg AG2R-La Mondiale in 2008.
| Naam                | Geboortedatum | Nationaliteit | Ploeg 2007              |
| ------------------- | ------------- | ------------- | ----------------------- |
| José Luis Arrieta   | 15-06-1971    | Spanje        |                         |
| Sylvain Calzati     | 01-07-1979    | Frankrijk     |                         |
| Philip Deignan      | 07-09-1983    | Ierland       |                         |
| Cyril Dessel        | 29-11-1974    | Frankrijk     |                         |
| Renaud Dion         | 06-01-1978    | Frankrijk     |                         |
| Hubert Dupont       | 13-11-1980    | Frankrijk     |                         |
| Christophe Edaleine | 01-11-1979    | Frankrijk     | Crédit Agricole         |
| Martin Elmiger      | 23-09-1978    | Zwitserland   |                         |
| John Gadret         | 22-04-1979    | Frankrijk     |                         |
| Stéphane Goubert    | 13-03-1970    | Frankrijk     |                         |
| Vladimir Jefimkin   | 02-12-1981    | Rusland       | Caisse d'Epargne        |
| Joeri Krivtsov      | 07-02-1979    | Oekraïne      |                         |
| Tanel Kangert       | 11-03-1987    | Estland       | Beloften                |
| Julien Loubet       | 11-01-1985    | Frankrijk     |                         |
| René Mandri         | 20-01-1984    | Estland       |                         |
| Laurent Mangel      | 22-05-1981    | Frankrijk     |                         |
| Lloyd Mondory       | 26-04-1982    | Frankrijk     |                         |
| Jean-Patrick Nazon  | 18-01-1977    | Frankrijk     |                         |
| Rinaldo Nocentini   | 25-09-1977    | Italië        |                         |
| Cédric Pineau       | 08-05-1985    | Frankrijk     | Roubaix-Lille Métropole |
| Alexandr Pljoesjin  | 13-01-1987    | Moldavië      | beloften                |
| Stéphane Poulhies   | 26-06-1985    | Frankrijk     |                         |
| Christophe Riblon   | 17-01-1981    | Frankrijk     |                         |
| Nicolas Rousseau    | 16-03-1983    | Frankrijk     | Beloften                |
| Jean-Charles Sénac  | 23-05-1985    | Frankrijk     |                         |
| Blaise Sonnery      | 21-03-1985    | Frankrijk     | Beloften                |
| Ludovic Turpin      | 22-03-1975    | Frankrijk     |                         |
| Aljaksandr Oesaw    | 27-08-1977    | Wit-Rusland   |                         |
| Tadej Valjavec      | 14-03-1977    | Slovenië      | Lampre-Fondital         |
| Stijn Vandenbergh   | 25-04-1984    | België        | Unibet.com              |

2000 · 2001 · 2002 · 2003 · 2004 · 2005 · 2006 · 2007 · 2008 · 2009 · 2010 · 2011 · 2012 · 2013 · 2014 · 2015 · 2016 · 2017 · 2018 · 2019 · 2020 · 2021 · 2022 · 2023 · 2024 · 2025
AG2R-La Mondiale · Astana · Bouygues Télécom · Caisse d'Epargne · Cofidis, Le Crédit par Téléphone · Team Columbia · Crédit Agricole · Team CSC · Euskaltel-Euskadi · La Française des Jeux · Team Gerolsteiner · Lampre-Fondital · Liquigas-Bianchi · Team Milram · Silence-Lotto · Quick·Step-Innergetic · Rabobank · Saunier Duval-Scott